# Blue Ridge (Géorgie)
Pour les articles homonymes, voir Blue Ridge.
La ville américaine de Blue Ridge est le siège du comté de Fannin, dans l’État de Géorgie. Lors du recensement de 2010, sa population s’élevait à 1 290 habitants.

## Démographie
| 1890 | 1900  | 1910 | 1920 | 1930  | 1940  |
| ---- | ----- | ---- | ---- | ----- | ----- |
| 264  | 1 148 | 898  | 904  | 1 190 | 1 362 |

| 1950  | 1960  | 1970  | 1980  | 1990  | 2000  |
| ----- | ----- | ----- | ----- | ----- | ----- |
| 1 718 | 1 406 | 1 602 | 1 376 | 1 336 | 1 210 |

| 2010  | - | - | - | - | - |
| ----- | - | - | - | - | - |
| 1 290 | - | - | - | - | - |

## Source
- (en) Cet article est partiellement ou en totalité issu de l’article de Wikipédia en anglais intitulé « Blue Ridge, Georgia » (voir la liste des auteurs).